# 南方科技大学

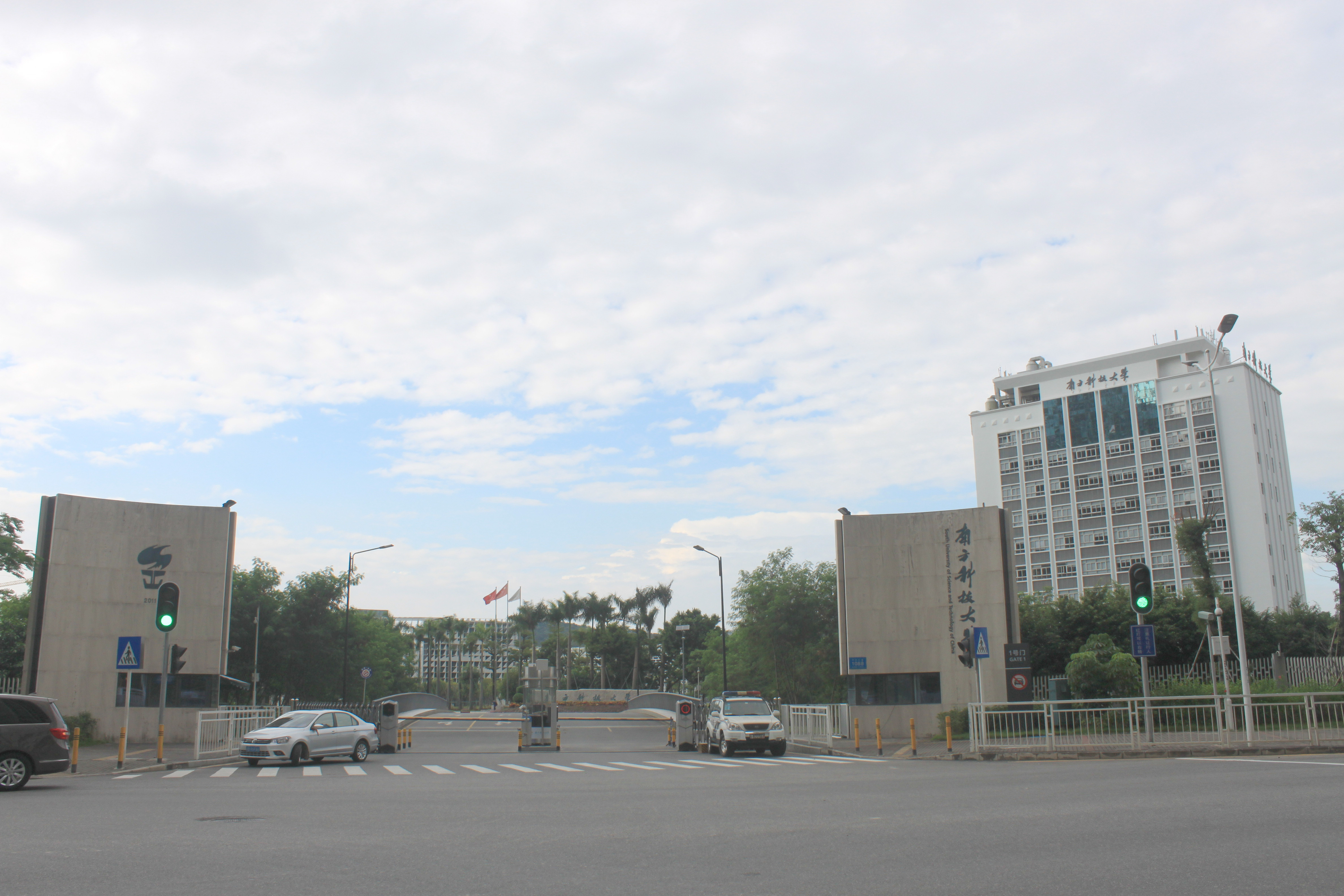
正门

南方科技大学（なんぽう-かぎ-だいがく、英語: Southern University of Science and Technology (SUSTech)）は、中華人民共和国深圳市南山区に本部を置く中国の公立大学。2009年創立、2011年大学設置。大学の略称は南科大或は南科。